# NGC 6460
NGC 6460 ist eine Spiralgalaxie vom Hubble-Typ Scd im Sternbild Herkules am Nordsternhimmel die schätzungsweise 157 Millionen Lichtjahre von der Milchstraße entfernt ist.
Das Objekt wurde am 2. Juni 1864 von Albert Marth entdeckt.